# Geodena cynocephala
Geodena cynocephala es una especie de polilla de la familia Geometridae, descrita por primera vez por William Jacob Holland en 1893, con distribución en Gabón y Nigeria.